# Dzintars Jaunzems
Dzintars Jaunzems (* 22. November 1966 in Liepāja) ist ein ehemaliger lettischer Basketballspieler.

## Laufbahn
Jaunzems, der Wirtschaftswissenschaft studierte, nahm 1992 mit der lettischen Nationalmannschaft an der Qualifikation für die Olympischen Spiele teil, im Sommer 1993 zählte er zu Lettlands Aufgebot für die Europameisterschaft in Deutschland und erzielte während des Turniers als drittbester Korbschütze seiner Mannschaft 8,7 Punkte pro Spiel. Zu seinen Stärken gehörte die Verteidigung, Jaunzems wurde in der Nationalmannschaft regelmäßig als Sonderbewacher des besten gegnerischen Spielers eingesetzt.
Auf Vereinsebene spielte er für BK VEF Rīga, dann für Princips Riga. Nach der EM 1993 wechselte der 1,95 Meter große Flügelspieler von Princips Riga zum SC Rist Wedel nach Deutschland. Er führte Wedel 1994 als ungeschlagener Meister der Regionalliga Nord zum Wiederaufstieg in die 2. Basketball-Bundesliga. In der Zweitligasaison 1994/95 erzielte er in Haupt- und Abstiegsrunde 22,5 Punkte je Begegnung. Bis 2001 war Jaunzems Leistungsträger von Rist Wedel in der zweithöchsten deutschen Spielklasse.
Noch während seiner Basketballkarriere wurde Jaunzems in Deutschland beruflich in der Pharmabranche tätig.